# Panda Express
Panda Express est une chaîne américaine de restauration rapide spécialisée dans la cuisine chinoise. Fondée en 1983 par Andrew et Peggy Cherng, elle a son siège social à Rosemead, en Californie. 
Ses 2 400 succursales en font la chaîne de restaurants à saveur asiatique la plus répandue aux États-Unis[réf. nécessaire].

## International

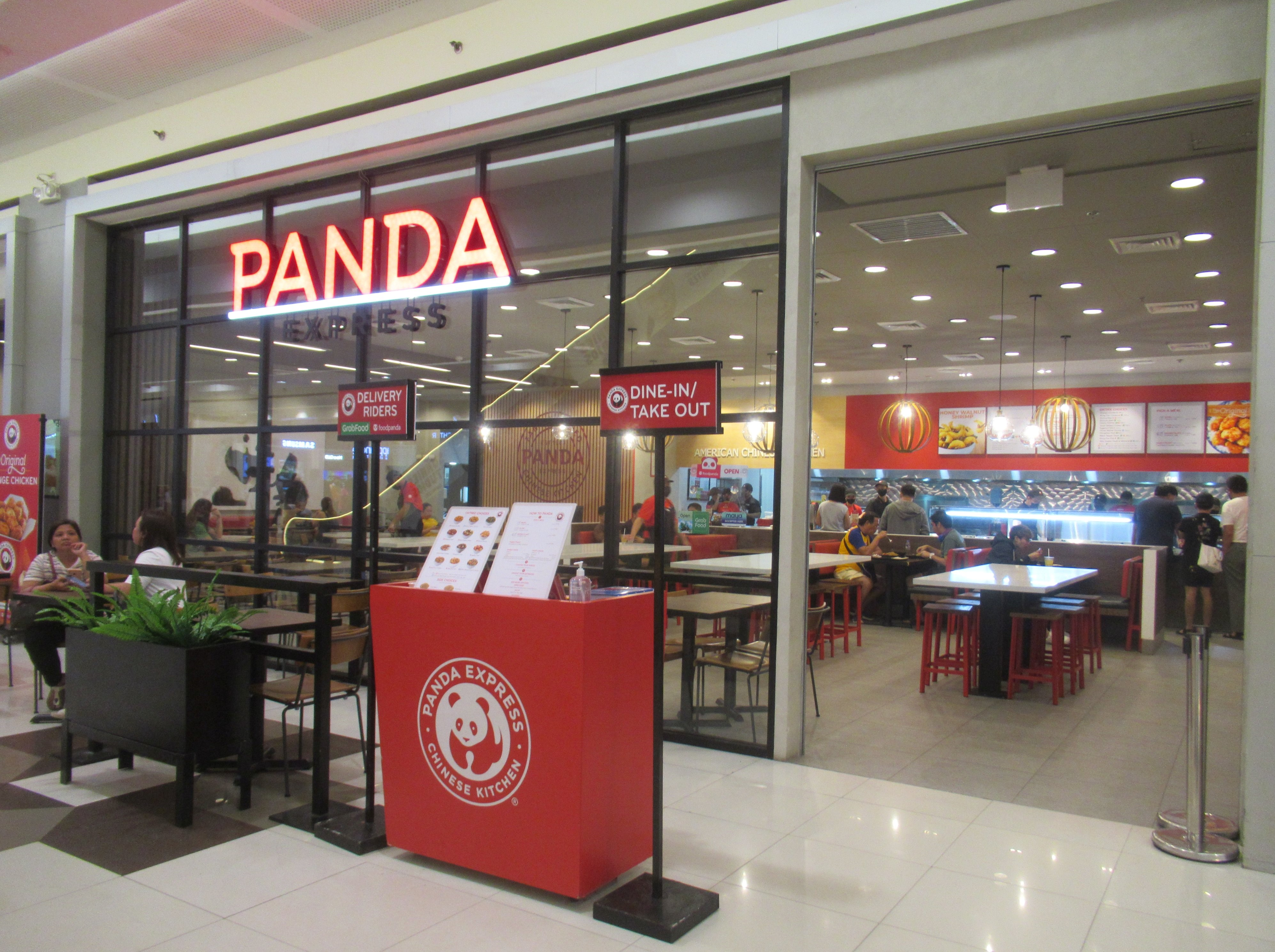
Un restaurant aux Philippines

En plus des États-Unis, Panda Express opère également au Canada, Guatemala, Japon, Mexique, Salvador, en Corée du Sud et en Arabie Saoudite